# Nastonotus reductus
Nastonotus reductus är en insektsart som först beskrevs av Brunner von Wattenwyl 1895.  Nastonotus reductus ingår i släktet Nastonotus och familjen vårtbitare. Inga underarter finns listade i Catalogue of Life.